# 소용 정씨 (광해군)
소용 정씨(昭容 鄭氏, 1596년 ~ 1623년 음력 3월 13일)는 조선의 제15대 왕 광해군의 후궁이다. 정사룡의 서증손녀이고, 정광필의 종고손녀가 된다.

## 생애
언제 태어났는지는 명확하지 않다. 조선 중기의 문신 정사룡의 서증손녀이자 정상헌의 딸로, 출신은 천인이다. 성은 정, 본관은 동래이다. 조선 제15대 왕 광해군의 후궁으로, 품계는 정3품 소용에 이르렀다.
정씨가 언제 입궁하여 후궁이 되었는지는 기록이 없다. 다만 《조선왕조실록》 1613년(광해군 5년) 음력 12월 30일 기사에서 그녀를 "소용 정씨"로 언급하고 있으며, 더불어 광해군이 마지막까지 함께 한 후궁 5명 중 1명이라고 기록하고 있다. 특히 정씨는 교태를 잘 부리고, 왕에게 출입하는 행정 문서를 잘 관리하고 처리하여 광해군이 총애하였다고 한다. 이러한 정씨는 외모가 뛰어났던 소용 임씨, 머리가 비상했던 상궁 김개시와 함께 왕의 총애가 "후궁 중에 으뜸"이었다고도 기록되어 있다. 한편 정씨는 원래 종4품 숙원이었다가 훗날 소용으로 진봉되었다.
그러나 1623년(인조 원년) 음력 3월 13일 인조 반정으로 광해군이 폐위되자, 정씨는 그날 바로 자결하여 생을 마감했다. 광해군과의 사이에서 자녀는 없었다.

## 가족 관계
정씨에게는 오빠가 1명 있었는데, 이름은 정지산이다. 그러나 다른 기록에는 정씨의 남동생이라고도 한다. 정지산은 정사룡의 증손자이나, 출신은 서자인데다가 천민이었다. 그럼에도 불구하고 후궁으로 책봉된 정씨 덕에 특별히 관직을 받아 빙고별좌가 되고, 1617년(광해군 9년) 음력 9월 2일에는 광해군의 친형 임해군의 기생 환어사(喚御史)를 체포하는 공을 세웠다. 그러나 정지산은 이 해 음력 10월 21일에 사망하였다.
- 증조부 : 정사룡(鄭士龍, 1491~1570)
  - 아버지 : 정상헌(鄭象獻)
  - 어머니 : 미상
    - 남매 : 정지산(鄭之産, ?~1617)
    - 남편 : 제15대 광해군(光海君, 1575~1641, 재위:1608~1623)